# اچ‌دی ۱۷۴۵۶۹
اچ‌دی ۱۷۴۵۶۹ یک ستاره است که در صورت فلکی عقاب قرار دارد.